# Fica (canção)
"Fica" é uma canção do girl group brasileiro BFF Girls. Foi lançada através da Sony Music Brasil em 18 de dezembro de 2019. Foi composta pela integrante Bia Torres com Jenner Melo.

## Composição
"Fica" tem três minutos e quarenta e dois segundos de duração, e foi composta pela integrante Bia Torres com Jenner Melo. Bia afirmou que "Fica" é uma música que fala sobre proteção, cuidado e muito carinho.

## Videoclipe
O clipe de "Fica" foi gravado em Paraty, no Rio de Janeiro, e foi dirigido por Mess Santos.

## Prêmios e indicações
| Ano  | Prêmio            | Categoria         | Resultado | Ref.  |
| ---- | ----------------- | ----------------- | --------- | ----- |
| 2020 | Meus Prêmios Nick | Hit Internacional | Indicadas | [ 7 ] |

## Desempenho nas tabelas musicais

### Posições
| Tabela musical (2020)   | Melhor posição |
| ----------------------- | -------------- |
| Brasil (Pop Nacional)   | 1              |
| Brasil (Top 100 Brasil) | 31             |

## Históricos de lançamentos
| Região | Data                   | Formato                    | Gravadora | Ref.  |
| ------ | ---------------------- | -------------------------- | --------- | ----- |
| Várias | 18 de dezembro de 2019 | Download digital streaming | Sony      | [ 1 ] |